# PE'Z BEST 1ST STAGE「藍」
『PE'Z BEST 1ST STAGE「藍」』（ペズ ベスト ファースト ステージ あい）は、日本のジャズバンドPE'Zの通算1枚目のベスト・アルバムである。2006年3月15日発売。発売元は東芝EMI/RESERVOIR。

## 概要
『Akatsuki』から『極月-KIWAMARI ZUKI-』まで、東芝EMI在籍時の曲を集めた初のベストアルバム。

## 収録曲
1. Amny (ONITAHIJI Ver.) [4:15]
アルバム『九月の空-KUGATSU NO SORA-』より
2. Akatsuki [4:27]
アルバム『Akatsuki』より
3. BLEED! [5:50]
アルバム『Akatsuki』より
4. Hale no sola sita〜LA YELLOW SAMBA〜(NICO NICO Ver.) [3:38]
1stシングル
5. across you [3:47]
シングル「Hale no sola sita〜LA YELLOW SAMBA〜」より
6. Partition NO.2 [3:53]
シングル「Hale no sola sita〜LA YELLOW SAMBA〜」より
7. Peach 〜Ashihara story〜 (ex004) [5:23]
アルバム『九月の空-KUGATSU NO SORA-』より
8. I'M A SLUGGER [4:03]
アルバム『九月の空-KUGATSU NO SORA-』より
9. 花咲クDON BLA GO! [3:21]
アルバム『花咲クDON BLA GO!』より
10. INUNIGEL [3:37]
アルバム『花咲クDON BLA GO!』より
11. Please come here [7:20]
シングル「大地讃頌」より
12. C止まり 〜SADだけどね〜 [4:47]
アルバム『極月-KIWAMARI ZUKI-』より
13. タンゴ3兄妹 (SPACY Ver.) [3:35]
アルバム『極月-KIWAMARI ZUKI-』より
14. WONDERFUL DAYS [5:39]
アルバム『極月-KIWAMARI ZUKI-』より
15. T.K.O 〜それちょっと早くない?〜 [4:41]
アルバム『極月-KIWAMARI ZUKI-』より
16. DRY! DRY! DRY! (Original Ver.) [3:26]
2ndシングル
17. 婆裸夢遊 〜不可能を可能にする男〜 (ex.015) [3:55]
アルバム『花咲クDON BLA GO!』より